# Jennifer Bradyová
Jennifer Elizabeth Bradyová (* 12. dubna 1995 Harrisburg, Pensylvánie, USA) je americká tenistka. Ve své dosavadní kariéře na okruhu WTA Tour vyhrála jeden singlový a jeden deblový turnaj. V rámci okruhu ITF získala čtyři tituly ve dvouhře a pět ve čtyřhře.
Na žebříčku WTA byla ve dvouhře nejvýše klasifikována v únoru 2021 na 13. místě a ve čtyřhře pak v srpnu 2019 na 44. místě.
Poprvé na sebe upozornila postupem z kvalifikace do čtvrtého kola Australian Open 2017. V soutěži porazila Heather Watsonovou i světovou osmnáctku Jelenu Vesninovou. Téhož výsledku dosáhla na US Open 2017 po výhrách nad Barborou Strýcovou a Monicou Niculescuovou, než ji vyřadila první hráčka žebříčku Karolína Plíšková. Po sérii zranění se více zaměřila na čtyřhru, v níž si zahrála semifinále Australian Open 2019. V sezóně 2020 zlepšila výsledky ve dvouhře, když v Brisbane zdolala Marii Šarapovovou a poprvé v kariéře také světovou jedničku, Australanku Ashleigh Bartyovou. V Dubaji si poradila s členkami elitní dvacítky klasifikace Elinou Svitolinovou, Markétou Vondroušovou a Garbiñe Muguruzaovou. Debutový titul na túře WTA vybojovala po koronavirové pauze na Top Seed Open v Lexingtonu, který jí zajistil posun do první světové čtyřicítky. Na US Open poprvé postoupila do semifinále grandslamové dvouhry a na Australian Open 2021 do finále. V obou případech podlehla Naomi Ósakaové.
V americkém fedcupovém týmu debutovala v roce 2019 v baráži Světové skupiny proti Švýcarsku, v níž prohrála po boku Jessiky Pegulaové čtyřhru. Američanky přesto zvítězily 3:2 na zápasy. Do dubna 2021 v soutěži nastoupila k jedinému mezistátnímu utkání s bilancí 0–0 ve dvouhře a 0–1 ve čtyřhře.
Během studia na Kalifornské univerzitě v Los Angeles hrála od podzimu 2013 za tým UCLA Bruins. Během prvního ročníku se stala členkou vítězného družstva v 1. divizi tenisového mistrovství žen v georgijském Athens. Po dokončení druhého ročníku zahájila v roce 2014 profesionální tenisovou kariéru.

## Tenisová kariéra
V rámci hlavních soutěží událostí okruhu ITF debutovala v červenci 2010, když na turnaj v indianském Evansville s dotací 10 tisíc dolarů postoupila z kvalifikace. V úvodním kole však podlehla krajance Chanelle Van Nguyenové. V této úrovni tenisu vybojovala premiérový titul z dvouhry na události v kalifornském Reddingu s rozpočtem 25 tisíc dolarů. Ve finále turnaje probíhajícím v září 2014 zdolala krajanku Lauren Embreeovou.
Debut v hlavní soutěži nejvyšší grandslamové kategorie zaznamenala v ženském deblu US Open 2014. Jednalo se také o první utkání odehrané na okruhu WTA Tour. Do turnaje nastoupila se Samanthou Crawfordovou po obdržení divoké karty. V úvodním kole nenašly recept na americko-čínskou dvojici Varvara Lepčenková a Čeng Saj-saj.
Premiérový start v singlové soutěži série WTA 125K následoval na listopadovém Carlsbad Classic 2015, na němž ji v semifinále zastavila Američanka Nicole Gibbsová. Čtvrtfinálovou účast v rámci WTA Tour zaznamenala na Guangzhou International Women's Open 2016, konaném v čínském Kantonu. Po výhře nad turnajovou černohorskou šestkou Dankou Kovinićovou skončila na raketě třetí nasazené Chorvatky Any Konjuhové.
Na melbournském Australian Open 2017 prošla tříkolovým kvalifikačním sítem, když na její raketě postupně zůstaly Viktoria Kamenská, Barbora Štefková a bývalá juniorská světová jednička Taylor Townsendová. Debut ve dvouhře grandslamu zvládla vyřazením Belgičanky Maryny Zanevské. Po dramatické koncovce druhého kola s Britkou Heather Watsonovou, v níž získala rozhodující sadu poměrem gamů 10–8, přehrála ve třetím i čtrnáctou nasazenou Jelenu Vesninovou. V osmifinále však nestačila na Chorvatku Mirjanu Lučićovou Baroniovou po dvousetovém průběhu. Do čtvrtého kola se dostala také na newyorském US Open, ve kterém jednoznačně prohrála s nasazenou jedničkou Karolínou Plíškovou, která ji povolila jediný gem.
Australskou světovou jedničku Ashleigh Bartyovou vyřadila z pozice kvalifikantky ve druhém kole Brisbane International 2020. Ve čtvrtfinále pak podlehla Petře Kvitové. Na úvod Dubai Tennis Championships 2020 na ni uhrála jen tři gemy šestá hráčka žebříčku Elina Svitolinová. Následně přehrála členky elitní světové dvacítky Markétu Vondroušovou a Garbiñe Muguruzaovou. V semifinále však nenašla recept na pozdější vítězku a druhou ženu klasifikace Simonu Halepovou.
Na srpnovém Top Seed Open 2020 v Lexingtonu, hraném po pětiměsíčním přerušení okruhu pro pandemii koronaviru, prošla do prvního kariérního finále přes Coco Gauffovou. V něm pak zdolala Švýcarku Jil Teichmannovou, když odvrátila všechny čtyři brejkbolové hrozby. V turnaji neztratila žádný set a pouze třikrát neudržela podání. Bodový zisk ji poprvé posunul na 40. místo žebříčku. Na lednovém Abu Dhabi Open 2021 ji v prvním kole vyřadila Slovinka Tamara Zidanšeková. Poslední přípravuu před melbournským majorem se stal Grampians Trophy 2021 určený pro hráčky, které v Austrálii podstoupily přísnou 14denní karanténu se zákazem opuštění pokoje. Přes Barboru Krejčíkovou prošla do semifinále, kde nezvládla vyrovnanou bitvu s Ann Liovou z konce první stovky. Na Australian Open 2021 si premiérově zahrála grandslamové finále, když na její raketě zůstaly Španělka Aliona Bolsovová, Madison Brengleová, slovinská kvalifikantka Kaja Juvanová, turnajová osmadvacítka Donna Vekićová, Jessica Pegulaová a v semifinále dvacátá pátá nasazená Karolína Muchová. V závěrečném duelu ji stejně jako na US Open 2020 zdolala Naomi Ósakaová, tentokrát však ve dvou setech. Od srpnového obnovení sezóny 2020 činil její zápasový poměr na tvrdém povrchu 22–6. Po skončení debutovala mezi první světovou patnáctkou, když jí patřilo 13. místo.

## Finále na Grand Slamu

### Ženská dvouhra: 1 (0–1)
| Stav       | Rok  | Turnaj          | Povrch | Soupeřka ve finále | Výsledek |
| ---------- | ---- | --------------- | ------ | ------------------ | -------- |
| Finalistka | 2021 | Australian Open | tvrdý  | Naomi Ósakaová     | 4–6, 3–6 |

## Finále na okruhu WTA Tour
| Legenda                                      |
| -------------------------------------------- |
| D – dvouhra; Č – čtyřhra                     |
| Grand Slam (0–1 D)                           |
| Turnaj mistryň (0)                           |
| Premier Mandatory & Premier 5 / WTA 1000 (0) |
| Premier / WTA 500 (1–0 Č)                    |
| International / WTA 250 (1–0 D)              |

### Dvouhra: 2 (1–1)
| Stav       | č. | datum          | turnaj                                | povrch | soupeřka ve finále | výsledek |
| ---------- | -- | -------------- | ------------------------------------- | ------ | ------------------ | -------- |
| Vítězka    | 1. | 16. srpna 2020 | Lexington, Spojené státy              | tvrdý  | Jil Teichmannová   | 6–3, 6–4 |
| Finalistka | 1. | 20. února 2020 | Australian Open, Melbourne, Austrálie | tvrdý  | Naomi Ósakaová     | 4–6, 3–6 |

### Čtyřhra: 1 (1–0)
| Stav    | č. | datum          | turnaj             | povrch     | spoluhráčka       | soupeřky ve finále                              | výsledek         |
| ------- | -- | -------------- | ------------------ | ---------- | ----------------- | ----------------------------------------------- | ---------------- |
| Vítězka | 1. | 25. dubna 2021 | Stuttgart, Německo | antuka (h) | Ashleigh Bartyová | Desirae Krawczyková Bethanie Matteková-Sandsová | 6–4, 5–7, [10–5] |

## Finále série WTA 125
| Legenda                  |
| ------------------------ |
| D – dvouhra; Č – čtyřhra |
| WTA 125 (0–1 D; 0–1 Č)   |

### Dvouhra: 1 (0–1)
| Stav       | č. | datum       | turnaj                      | povrch | soupeřka ve finále   | výsledek      |
| ---------- | -- | ----------- | --------------------------- | ------ | -------------------- | ------------- |
| Finalistka | 1. | březen 2019 | Indian Wells, Spojené státy | tvrdý  | Viktorija Golubicová | 6–3, 5–7, 3–6 |

### Čtyřhra: 1 (0–1)
| Stav       | č. | datum       | turnaj                      | povrch | spoluhráčka   | soupeřky ve finále                     | výsledek |
| ---------- | -- | ----------- | --------------------------- | ------ | ------------- | -------------------------------------- | -------- |
| Finalistka | 1. | březen 2018 | Indian Wells, Spojené státy | tvrdý  | Vania Kingová | Taylor Townsendová Yanina Wickmayerová | 4–6, 4–6 |

## Finále na okruhu ITF
| Dotace turnajů okruhu ITF | Dotace turnajů okruhu ITF |
| ------------------------- | ------------------------- |
| 100 000 $ tournaments     | 80 000 $ tournaments      |
| 75 000 $ tournaments      | 60 000 $ tournaments      |
| 50 000 $ tournaments      | 25 000 $ tournaments      |
| 15 000 $ tournaments      | 10 000 $ tournaments      |

### Dvouhra: 6 (4–2)
| Stav       | č. | datum             | turnaj                              | povrch | soupeřka ve finále | výsledek           |
| ---------- | -- | ----------------- | ----------------------------------- | ------ | ------------------ | ------------------ |
| Vítězka    | 1. | 13. září 2014     | Redding, Spojené státy              | tvrdý  | Lauren Embreeová   | 6–2, 6–1           |
| Finalistka | 1. | 2. listopadu 2014 | New Braunfels, Spojené státy        | tvrdý  | Irina Falconiová   | 6–7(3–7), 2–6      |
| Finalistka | 2. | 5. července 2015  | El Paso, Spojené státy              | tvrdý  | Jamie Loebová      | 7–6(9–7), 4–6, 2–6 |
| Vítězka    | 2. | 17. října 2015    | Rock Hill, Spojené státy            | tvrdý  | Andrea Gámizová    | 7–5, 6–4           |
| Vítězka    | 3. | 8. května 2016    | Indian Harbour Beach, Spojené státy | antuka | Taylor Townsendová | 6–3, 7–5           |
| Vítězka    | 4. | 7. srpna 2016     | Granby, Kanada                      | tvrdý  | Olga Govorcovová   | 7–5, 6–2           |

### Čtyřhra (5 titulů)
| Č. | datum            | turnaj                       | povrch | spoluhráčka          | poražené finalistky                   | výsledek         |
| -- | ---------------- | ---------------------------- | ------ | -------------------- | ------------------------------------- | ---------------- |
| 1. | 2. října 2011    | Amelia Island, Spojené státy | antuka | Kendal Woodwardová   | Erin Clarková Sin Wen                 | 5–7, 6–1, [10–7] |
| 2. | 29. října 2011   | Montego Bay, Jamajka         | tvrdý  | Nikola Hübnerová     | Ximena Hermosová Ivette Lópezová      | 6–3, 6–1         |
| 3. | 13. září 2014    | Redding, Spojené státy       | tvrdý  | Lauren Embreeová     | Alexandra Faceyová Kat Faceyová       | 6–3, 6–2         |
| 4. | 5. července 2015 | El Paso, Spojené státy       | tvrdý  | Alexa Guarachiová    | Robin Andersonová Maegan Manasseová   | 3–6, 6–3, [10–7] |
| 5. | červen 2019      | Surbiton, Spojené království | tráva  | Caroline Dolehideová | Heather Watsonová Yanina Wickmayerová | 6–3, 6–4         |